# NGC 6758
NGC 6758 est une vaste galaxie elliptique située dans la constellation du Télescope. Sa vitesse par rapport au fond diffus cosmologique est de 3 338 ± 40 km/s, ce qui correspond à une distance de Hubble de 49,2 ± 3,5 Mpc (∼160 millions d'al). NGC 6758 a été découverte par l'astronome britannique John Herschel en 1836.
NGC 6758 est une galaxie LINER, c'est-à-dire une galaxie dont le noyau présente un spectre d'émission caractérisé par de larges raies d'atomes faiblement ionisés. 
À ce jour, cinq mesures non basées sur le décalage vers le rouge (redshift) donnent une distance égale à 42,420 ± 10,261 Mpc (∼138 millions d'al), ce qui est à l'intérieur des valeurs de la distance de Hubble. Notons que c'est avec la valeur moyenne des mesures indépendantes, lorsqu'elles existent, que la base de données NASA/IPAC calcule le diamètre d'une galaxie et qu'en conséquence le diamètre de NGC 6758 pourrait être d'environ 67,3 kpc (∼220 000 al) si on utilisait la distance de Hubble pour le calculer.

## Groupe de NGC 6753
Selon A. M. Garcia NGC 6758 fait partie du groupe de NGC 6753. Ce groupe de galaxies renferme au moins sept membres : NGC 6753, NGC 6758, NGC 6780, IC 4832, IC 4856, ESO 384-26 et ESO 384-33.